# 聖職者按手
聖職者按手（せいしょくしゃあんしゅ）は、キリスト教教派の一つの聖公会で、新しく主教・司祭・執事を叙任するときに聖公会の主教が頭に手をおいて祈り（按手）、使徒継承の権能を授ける礼拝式。礼拝式の名称としては聖職按手式とも呼称される。聖公会では主教が新主教・新司祭・新執事を立てる事を叙任という。

## 概要
カトリック教会での叙階の秘跡、正教会での神品機密（叙聖）に相当するが、両教会がそれぞれをサクラメント（ミステリオン）としているのに対し、聖公会では聖職者按手は聖奠（サクラメントの聖公会による訳語）とはされずに聖奠的諸式としており、サクラメントに準ずるものとされている。
主教按手においては、首座主教またはその指名を受けた主教が司式する。司祭および執事按手においては、教区主教が司式する。いずれの按手においても、広く教会の祈祷と立証を求めるために、予め公告した日にちに従って行われる。
神から召され試みられ、教会によって適性が認められた者のみが、聖霊を求める祈りと主教の按手により、主教、司祭、執事に叙任されるとされる。